# Glycyrrhizeae
Glycyrrhizeae, tribus mahunarki, dio potporodice Faboideae. 
Postoje dva roda sa ukupno 18 vrsta; jedan rod je monotipičan. 
U Hrvatskoj su prisutne dvije vrste, čekinjasti i glatki sladić ili Slatki korijen.
Rod Glycyrrhiza uklapaju i u podtribus Glycyrrhizinae, kao dio tribusa Galegeae. Glycyrrhizopsis je po nekima sinonim za Glycyrrhiza.

## Rodovi
1. Glycyrrhiza Tourn. ex L.
2. Glycyrrhizopsis Boiss.